# الباروك في البرازيل

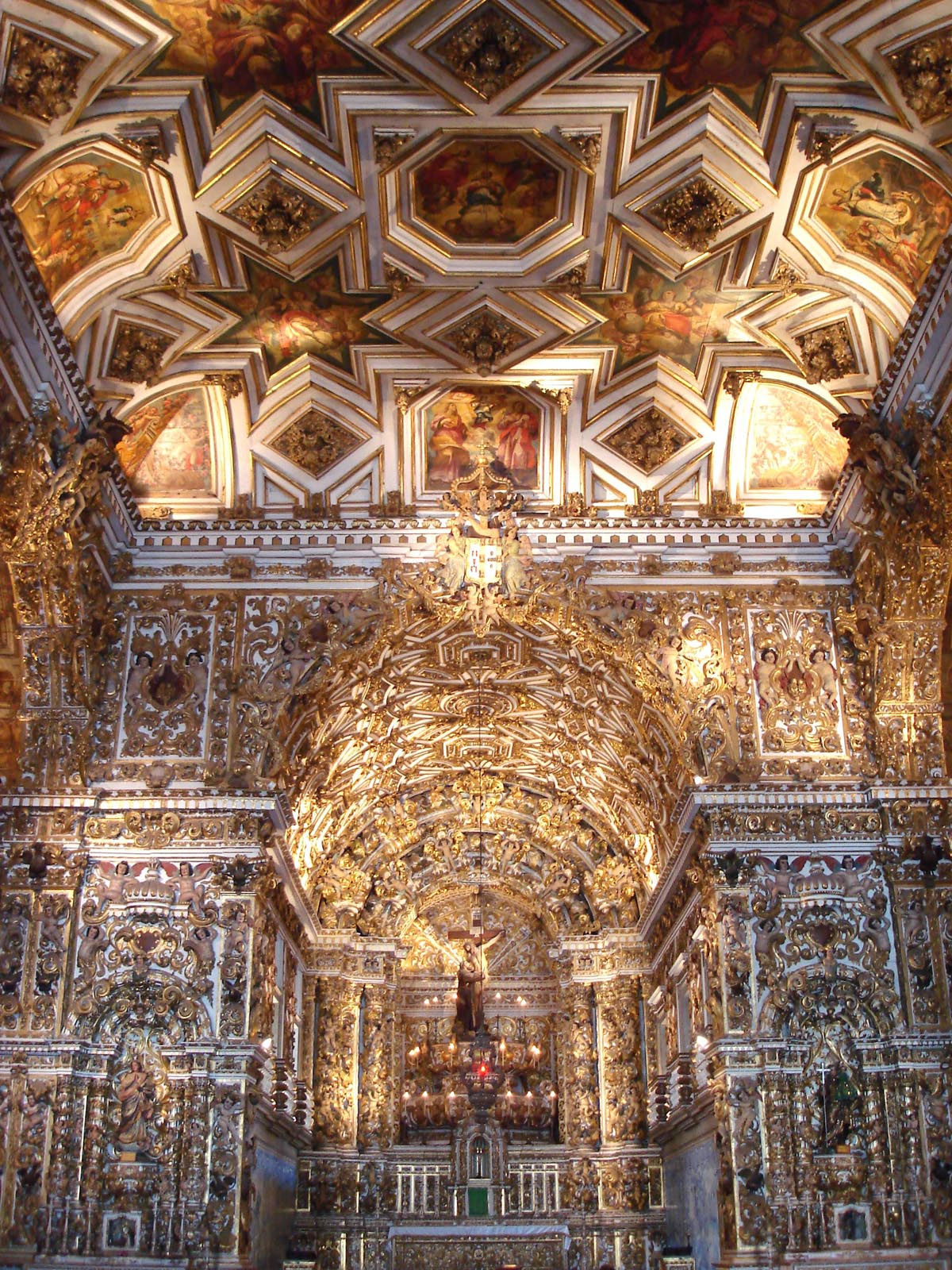

كان الباروك في البرازيل الأسلوب الفني السائد خلال معظم الفترة الاستعمارية، إذ وجد مساحة مفتوحة للازدهار. حيث ظهر في بداية القرن السابع عشر وقدمه المبشرون الكاثوليك، خاصةً اليسوعيين الذين ذهبوا من أجل نشر المسيحية وتعليم السكان الأصليين ومساعدة البرتغاليين في عملية الاستعمار. خلال الفترة الاستعمارية، التي عبرت عن ارتباط وثيق بين الكنيسة والدولة، لم تمتلك المستعمرات مؤسسة قادرة على رعاية للفنون، ولم تهتم النخبة ببناء القصور أو المساهمة بدعم الفنون (الدنيئة)، مع ما للدين من تأثير قوي في الحياة اليومية للفرد، ضمن عدد من العوامل المستمدة غالبًا من تراث الباروك البرازيلي، وهو الفن المقدس: التماثيل والرسم وأعمال النحت لتزيين الكنائس والأديرة أو للعبادة الخاصة.
توصف الخصائص النموذجية للباروك عادةً بأنها أسلوب ديناميكي وسردي وزخرفي ودراماتيكي، بزرع التناقضات والمرونة المغرية، ونقل محتوى برمجي مفصل ببلاغة رائعة وواقعية كبيرة. كان الفن الباروكي فنًا في جوهره الوظيفي، وعمل جيدًا للأغراض التي وُضع من أجلها. إضافةً إلى وظيفته الزخرفية البحتة، فقد سهل استيعاب العقيدة الكاثوليكية والعادات التقليدية لدى المعتنقين الجدد كونه أداةً تربوية وفعالة.
في الأدب، تُعد قصيدة بينتو تيكسيرا الملحمية بروسوبوبيا (1601) نقطة الاستدلال الأولى، إذ وصلت إلى ذروتها مع الشاعر غريغوريو دي ماتوس والخطيب المقدس القس أنطونيو فييرا، وفي الفنون التشكيلية كان أعظم دعاتها أليجادينو وماستر أتايدي. ترسخت هذه المدرسة في مجال الهندسة المعمارية أساسًا في الشمال الشرقي وفي ميناس جيرايس، لكنها تركت أمثلة كبيرة عديدة في جميع أنحاء البلاد تقريبًا، من ريو غراندي دو سول حتى بارا. أما بالنسبة إلى الموسيقى، فمن المعروف من الروايات الأدبية أنها كانت وافرة أيضًا، ولكن على عكس الفنون الأخرى، لم يُحفظ منها أي شيء تقريبًا. مع تطور الكلاسيكية الجديدة والأكاديمية من العقود الأولى من القرن التاسع عشر، سرعان ما هجرت تقاليد الباروك في ثقافة النخبة، لكنها نجت في الثقافة الشعبية، خاصةً في المناطق الداخلية وفي أعمال سانتيروس وفي بعض الاحتفالات.
منذ بدأ المفكرون الحداثيون عملية إنقاذ الباروك الوطني بداية القرن العشرين، فقد حمت الحكومة بالفعل عددًا كبيرًا من المباني والمجموعات الفنية في حالاتها المختلفة، بإعلان حماية التراث أو التطوير أو الاجراءات الأخرى، ما يدل على الاعتراف الرسمي بأهمية الباروك في تاريخ الثقافة البرازيلية. تُعد المراكز التاريخية الباروكية -مثل الموجودة في مدن أورو بريتو وأوليندا والسلفادور، والمجموعات الفنية مثل محمية بوم جيسوس دي ماتوسينوس- من مواقع التراث العالمي لدى اليونسكو. يُعد هذا التراث الثمين أحد أهم عوامل الجذب للسياحة الثقافية في البلاد، الذي أصبح معرفًا لهوية البرازيل في الوقت نفسه، سواء للسكان المحليين أو الأجانب.
ورغم أهميته، فإن الكثير من الإرث المادي للباروك البرازيلي في حالة سيئة من الحفظ، ويتطلب ترميمًا وتدابير أخرى للمحافظة عليه، وغالبًا ما تحدث خسائر أو تدهور في العينات القيمة في جميع الأنماط الفنية. ما زال يجب على الدولة القيام بالكثير للحفاظ على هذا الجزء المهم من تاريخها وتقاليدها وثقافتها. من ناحية أخرى، يتزايد وعي السكان فيما يخص الحاجة إلى حماية التراث من جميع الجوانب، ما قد يعود بالنفع على الجميع، وقد تمثل فائدةً اقتصادية إذا أُدير هذا التراث وحفظ جيدًا. تسعى المتاحف الوطنية باستمرار لتحسين تقنياتها وإجراءاتها بزيادة حجم قائمة المراجع، وقد استثمرت الحكومة الكثير في هذا المجال، وحتى في السوق الجيدة التي دائمًا ما يجد فيها فن الباروك الوطني المساعدة لتثمين القطع الجديرة بالاهتمام والرعاية.

## النموذج الأوروبي وبرزلته
نشأ الباروك في إيطاليا في القرنين السادس عشر والسابع عشر، في خضم إحدى أعظم الأزمات الروحية التي واجهتها أوروبا على الإطلاق: حركة الإصلاح البروتستانتي، التي قسمت الوحدة الدينية القديمة في القارة وحرضت عملية إعادة ترتيب سياسي دولي فقدت فيها الكنيسة الكاثوليكية القديرة قوتها ومساحتها. كان الفن الجديد بمثابة رد فعل ضد كلاسيكية عصر النهضة التي تقوم أسسها على التناظر والتناسب والاقتصاد والمنطقية والتوازن الرسمي. وهكذا، سادت جماليات الباروك من خلال عدم التماثل والإفراط والتعبيرية وعدم الانتظام، لدرجة أن مصطلح الباروك، الذي أطلق على النمط، عيّن لؤلؤة غريبة غير منتظمة الشكل.
إضافةً إلى النزعة الجمالية، شكلت هذه السمات طريقة حياة حقيقية وتحكمت في ثقافة الفترة بأكملها، وهي ثقافة أكدت الحدود المتباينة المتضاربة الديناميكية الدراماتيكية والمفككة، إلى جانب الذوق البارز لثراء الأشكال والمواد، ما يجعلها وسيلة مثالية للكنيسة الكاثوليكية المعادية للإصلاح، والملكيات المطلقة الصاعدة، للتعبير بوضوح عن سعيهم إلى المجد والأبهة. سعت الهياكل الضخمة التي أقيمت خلال عصر الباروك مثل القصور والمسارح والكنائس العظيمة إلى خلق تأثير طبيعي مذهل ومثير للحيوية، واقتراح التكامل بين مختلف اللغات الفنية، وحصر المشاهد في جو تطهيري نبيل جذاب وعاطفي.
حظيت هذه الجمالية بقبول واسع في شبه الجزيرة الإيبيرية خاصةً في البرتغال، التي كانت ثقافتها مشبعة بالعصر الألفي والتصوف، والتحيز إلى تدين كلي الوجود وخرافي يتميز بقوة عاطفية، إلى جانب كونها كاثوليكية وملكية، إذ اتحدت الكنيسة والدولة رسميًا وتلاشت الحدود بين العام والخاص. انتقلت الحركة من البرتغال إلى مستعمراتها في أمريكا الجنوبية، حيث مثّل السياق الثقافي للشعوب الأصلية، الذي تميز بالطقوس والاحتفالية، خلفيةً متقبلة لهذا النمط الفني.